# Carl Winkler (Unternehmer)
Carl Winkler (* 15. März 1877 in Dresden; † 24. April 1954 in Zollikofen) war ein deutsch-schweizerischer Unternehmer, Maschinenkonstrukteur und Pionier der Druckmaschinentechnik. Er gründete 1904 in Bern die Maschinenfabrik Winkler, Fallert & Cie., die sich zu einem führenden Unternehmen im Bereich der Druck- und Rotationsmaschinen entwickelte. Winkler war massgeblich an der technischen Weiterentwicklung der Stereotypie beteiligt und prägte die Industrialisierung des Zeitungsdrucks in der Schweiz entscheidend mit. Unter seiner Leitung entstand ein international vernetzter Betrieb mit Kunden in Europa und Übersee. Die von ihm gegründete Firma wurde später in Wifag umbenannt und zählte bis in die 2000er Jahre zu den weltweit bedeutendsten Herstellern von Zeitungsdruckmaschinen.

## Herkunft und Ausbildung
Carl (ursprünglich Karl) Emil Winkler wurde am 15. März 1877 in Dresden als Sohn des Arztes Karl Emil Winkler und der Therese Henriette Winkler, geborene Erdenberger, geboren. Nach einem frühen Schulabbruch infolge familiärer und finanzieller Umstände begann er eine Tätigkeit in der Leipziger Druckerei Spamer. In den folgenden Jahren arbeitete er als Druckmaschinenmechaniker in verschiedenen europäischen Ländern, wo er sich auf die Reparatur und den Vertrieb von Druckereimaschinen spezialisierte.

## Auswanderung und Familie
Während seiner Tätigkeit in der Schweiz lernte er die Weissnäherin Elisa Balli kennen, Tochter des bernischen Grossbauern Johann Balli. Die beiden heirateten 1899 in Bern. Aus der Ehe gingen fünf Kinder hervor: Alice Theresia (1899), Margaritha Marie (1902), Gertrud Helene (1903), Marie Johanna (1906) und Karl Emil (1911). 1911 wurde Winkler in der Gemeinde Bremgarten bei Bern eingebürgert. Die Familie lebte am Lilienweg 20 im Mattenhofquartier in Bern. Mit seinem patriarchalen Selbstverständnis strebte Winkler soziale Stabilität sowohl für seine Familie als auch für seine Angestellten an, etwa durch den Bau von Werkswohnungen im Rossfeld. 

## Gründung der Firma Winkler, Fallert & Cie.
1901 eröffnete Winkler zunächst eine Velohandlung am Brunnhofweg in Bern. Er erweiterte das Sortiment rasch auf Nähmaschinen und Druckereimaschinen, unter anderem der Heidelberger Schnellpressenfabrik. 1904 gründete er gemeinsam mit dem Techniker Fritz Fallert und dem Buchhändler Otto Wagner die Firma Winkler, Fallert & Cie. Diese firmierte als Kommanditgesellschaft mit Fokus auf den Handel und bald auch die Konstruktion von Maschinen für das graphische Gewerbe. Verträge mit der Vogtländischen Maschinenfabrik (VOMAG) aus Plauen sicherten der Firma frühe Erfolge im Vertrieb von Rotationsmaschinen in der Schweiz und Frankreich.

## Technologische Innovationen
1908 entwickelte Winkler auf Anfrage eines argentinischen Verlags eine automatische Zusammentragmaschine für die Zeitschrift Caras y Caretas. Der Grossauftrag führte ihn für anderthalb Jahre nach Buenos Aires und markierte seinen Durchbruch. Dort sammelte er Erfahrungen, die zur Entwicklung des Winkler-Giesswerks 1915/16 führten. Dieses ermöglichte erstmals angusslose Druckplatten durch eine direkte Verbindung von Schmelzkessel und Gussform. Rund 650 dieser Geräte wurden bis 1964 gebaut und weltweit eingesetzt.

## Ausbau und Internationalisierung
1919 wurde die Firma in eine Aktiengesellschaft umgewandelt, wobei das Aktienkapital auf vier Millionen Franken festgesetzt wurde. Winkler und Fallert blieben Direktoren, Verwaltungsratspräsident wurde Gottfried Bangerter. In den 1920er Jahren wurde das Unternehmen zu einem wichtigen Hersteller von Rotationsmaschinen. Die erste Winkler-Rotation wurde 1919 beim Konsumverein Basel installiert. In den Folgejahren folgten Maschinen für das Journal de Genève, Ringier in Zofingen, Rizzoli in Mailand, Le Soir in Brüssel und viele andere internationale Kunden. Filialen entstanden in Paris, Amsterdam (ab 1924 Tochterfirma), Mailand und Buenos Aires.

## Wirtschaftliche Verflechtungen und Konflikte
1918 begann eine enge wirtschaftliche Kooperation mit der Maschinenfabrik Augsburg-Nürnberg (MAN), die in gegenseitige Lizenzverträge und Kapitalbeteiligungen mündete. Winkler wurde in den Aufsichtsrat der MAN berufen und engagierte sich im Wettbewerb um deren Aktienmehrheit. 1922 kam es jedoch zu einer juristischen Auseinandersetzung mit der MAN, die in einem Vergleich und der Rückgabe aller Beteiligungen endete. Die daraus resultierenden Verträge, unter anderem über exklusive Vertriebsrechte der MAN für Winkler-Produkte, führten später zu Konflikten über Patente und Marktanteile.

## Krise und Rückzug
Die wirtschaftlichen Turbulenzen der 1920er Jahre sowie überzogene Versprechen Winklers gegenüber Kunden führten zu finanziellen Schieflagen. 1926 musste die Winkler, Fallert & Cie. Nachlassstundung beantragen. Die Banken zogen sich als Geldgeber zurück. Infolgedessen wurde Winkler 1927 aus der Geschäftsleitung gedrängt. Der spätere Aufstieg zur Wifag gelang unter neuer Leitung.

## Freizeit und Persönlichkeit
Als Tüftler arbeitete Winkler häufig an neuen Apparaten, oft bis in die Nacht hinein mit seinen Konstrukteuren. Er galt als visionär, zugleich aber auch autoritär. Die Belegschaft schätzte ihn teils als Förderer, teils kritisierte sie seine autoritäre Führung, besonders in Phasen wirtschaftlicher Auseinandersetzungen. Sein soziales Engagement zeigte sich im Bemühen, Werkswohnungen zu bauen und die Arbeitssicherheit in den Werkstätten zu verbessern. 
Carl Winkler starb am 24. April 1954 in Zollikofen.